# Frontières du Québec
Les frontières du Québec sont un ensemble de frontières délimitant le territoire où s'applique la juridiction du gouvernement de la province de Québec. Cet ensemble est composé de différents segments séparant respectivement le Québec des États-Unis d'Amérique, de l'Ontario, du Nunavut, de Terre-Neuve-et-Labrador, du Nouveau-Brunswick, de la Nouvelle-Écosse et de l'Île-du-Prince-Édouard. Selon le Ministère des Ressources Naturelles, les frontières du Québec mesureraient plus de 12 000 kilomètres.
Passant de délimitées et démarquées entre l'Ontario et le Québec ou les États-Unis et le Québec, par conflictuelles au Labrador, à indistinctes et indéfinies dans le golfe du Saint-Laurent, l'état actuel de la définition des frontières du Québec a poussé un spécialiste de la question à qualifier le territoire québécois d'« incertain ».

## Histoire

Évolution territoriale du Québec de sa création à aujourd'hui

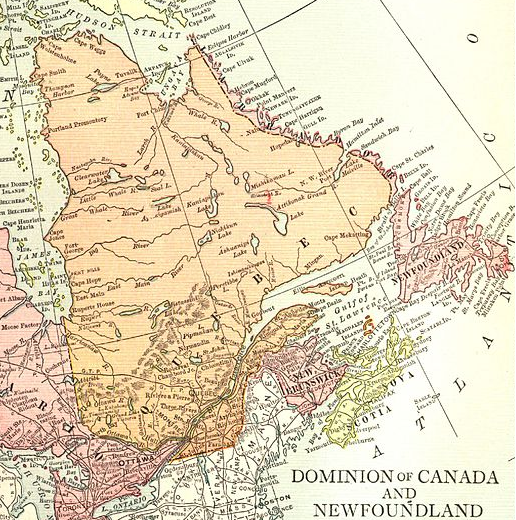
De 1912 à 1927, le territoire québécois couvrait presque entièrement la péninsule du Québec-Labrador

## Documents juridiques
Les documents suivants déterminent la frontière québécoise :
- Acte concernant la délimitation des frontières nord-ouest, nord et nord-est de la province de Québec, 61 Victoria, chapitre 3 (Canada)
- Arrêt de 1927 sur la frontière du Labrador, Conseil privé (R.-U.)
- Loi concernant la délimitation des frontières nord-ouest, nord et nord-est de la province de Québec, 61 Victoria, chapitre 6 (Québec)
- Loi concernant l’agrandissement du Territoire de la province de Québec par l’annexion de l’Ungava, 2 George V, chapitre 7 (Québec)
- Loi constitutionnelle de 1867, 30-31 Victoria, chapitre 3 (R.U.), 6e et 7e articles
- Loi de 1851 sur les frontières de la province du Canada et du Nouveau-Brunswick, 14-15 Victoria, chapitre 63 (R.-U.)
- Loi de 1889 sur les frontières de l’Ontario, 52-53 Victoria, chapitre 28 (R.-U.) — texte numéro 10 de l'annexe de la Loi constitutionnelle de 1982 (R.-U.)
- Loi de l’extension des frontières de Québec, 1912, 2 George V, chapitre 45 (Canada)
- Traité Webster-Ashburton, 1842, premier article

## Segments de frontière

### Frontières nationales

#### Frontière entre l'Île-du-Prince-Édouard et le Québec
Selon le gouvernement des deux provinces, le segment de frontière entre l'Île-du-Prince-Édouard et le Québec serait maritime et se situerait entre le segment séparant le Québec et le Nouveau Brunswick et le segment séparant le Québec de la Nouvelle-Écosse en suivant la ligne d'équidistance entre les provinces. L'existence de ce segment dépend cependant du statut donné aux eaux du golfe du Saint-Laurent.

#### Frontière entre la Nouvelle-Écosse et le Québec
Tout comme les autres segments maritimes des frontières du Québec dans le golfe du Saint-Laurent, l'existence de la frontière entre les Québec et la Nouvelle-Écosse est soumis au statut territorial du golfe. Dans le cas où le golfe serait séparé entre les provinces, ce segment de frontière joindrait le segment Île-du-Prince-Édouard-Québec au segment Québec-Terre-Neuve-et-Labrador des frontières de la province.

#### Frontière entre le Nouveau-Brunswick et le Québec
Le segment de frontière entre le Nouveau-Brunswick et le Québec débute à la jonction du Québec, des États-Unis et du Nouveau-Brunswick. La fin de ce segment de frontière dépend de la définition qui est donnée aux eaux du golfe Saint-Laurent. Selon les deux provinces, la ligne se continue en traversant la baie des Chaleurs pour ensuite suivre la ligne d'équidistance entre les provinces. Dans le cas d'un golfe aux eaux internationales ou fédérales, la frontière se terminerait à la fin de la baie des Chaleurs et au début du golfe du Saint-Laurent.

#### Frontière entre le Nunavut et le Québec
En 1912, les frontières du Québec sont étendues vers le nord jusqu'à la baie d'Ungava et la baie d'Hudson. La frontière québécoise est à ce moment fixée à la rive à partir de la jonction de la frontière avec le Québec et l'Ontario avec la baie James jusqu'à la jonction de la frontière entre Terre-Neuve-et-Labrador et le Québec au Cap Chidley.
Selon Henri Dorion et Jean-Paul Lacasse, il existe une grande incertitude sur la position de la frontière due à la définition problématique qu'on peut donner au mot côte. S'agit-il de la ligne de hautes-eaux, de basses-eaux? Doit-on prévilégier la ligne moyenne, le maximum, le minimum? Comment tire-t-on les lignes droites qui traverseront les rivières et les anses qui débouchent à la mer ? Toutes questions qui ne sont pas réglées par les décrets qui ont agrandi le territoire québécois en 1918.
De plus, les deux mêmes auteurs se questionnent sur la pertinence de laisser toutes les îles situées proches des berges sous la juridiction du Nunavut. En effet, ces îles sont surtout fréquentées par des Inuits qui vivent au Québec, rendant cette division potentiellement problématique.

#### Frontière entre l'Ontario et le Québec
La délimitation de la frontière Québec-Ontario est convenue entre les provinces mais n'a pas été ratifiée par le gouvernement fédéral. En effet, grâce à une entente survenue en 1980, les deux provinces ont mis un point final aux points litigieux qui existaient sur la frontière. Cependant, cette entente doit être ratifiée par le parlement canadien ce qui n'a pas été le cas à l'époque.

#### Frontière entre le Québec et Terre-Neuve-et-Labrador
Partant du Cap Chidley à la pointe nord de la côte du Labrador, la frontière entre le Québec et Terre-Neuve-et-Labrador suit la ligne de partage des eaux jusqu'à la rivière Romaine où elle rejoint le 52e parallèle puis atteint la côte à l'est de Blanc-Sablon. Elle se prolonge ensuite à la ligne d'équidistance entre les deux provinces dans le golfe du Saint-Laurent. Cette frontière fait l'objet de plusieurs controverses autant dans sa partie terrestre que dans sa partie maritime.

### Frontière internationale

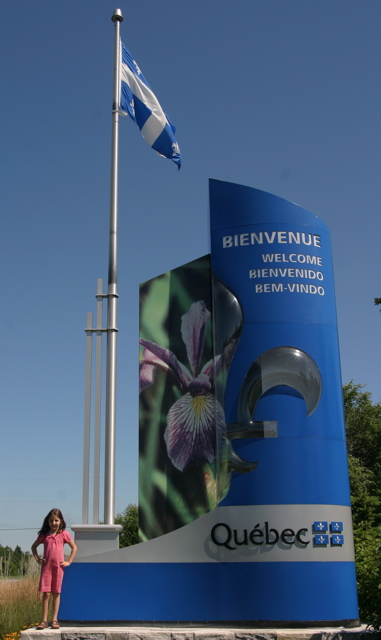
Enseigne d'accueil à la frontière avec les États-Unis

#### Frontière entre le Québec et les États-Unis
La frontière entre le Québec et les États-Unis est un segment de la frontière entre le Canada et les États-Unis. Ce segment de frontière est complètement délimité et démarqué. Le tracé de cette frontière a une longueur de 813 kilomètres. Elle est démarquée par une percée de 6 m entretenue par la Commission de la frontière internationale. Cette percée permet aux deux pays de mettre en action leurs activités douanières et de permettre une meilleure surveillance de la frontière.

## Principales études portant sur la frontière du Québec
Le 25 novembre 1966, le Québec institue la Commission d'étude sur l'intégrité du territoire du Québec qui sera dirigée par le géographe et spécialiste de la question de la frontière québécoise, Henri Dorion. La commission dépose son rapport le 17 septembre 1968 en formulant 32 recommandations en lien avec les frontières et l'intégrité territoriale québécoise.
En 1990-91, le territoire québécois et ses frontières est aussi étudié par la Commission d'étude des questions afférentes à l'accession du Québec à la souveraineté. Dans le cadre de cette étude, les géographes Henri Dorion et Henri Brun proposent deux études détaillées sur le territoire du Québec,